# Henriëtte Pimentel
Pour les articles homonymes, voir  Pimentel.
Henriëtte Henriquez Pimentel (1876-1943) est une professeure et infirmière néerlandaise qui, durant la Seconde Guerre mondiale, dirige une crèche à Amsterdam. En collaboration avec Walter Süskind et Johan van Hulst, à partir d'octobre 1942, elle contribue à sauver la vie de centaines d'enfants juifs en les cachant dans des familles d'accueil. Après avoir été arrêtée par les nazis en avril 1943, elle meurt dans le camp de concentration d'Auschwitz en septembre,.

## Biographie
Née à Amsterdam le 17 avril 1876, Henriëtte Henriquez Pimentel est la plus jeune fille du tailleur de diamants Nathan Henriquez Pimentel (1837-1893) et de Rachel Oppenheimer (1841-1929). Avec ses sept frères et sœurs, elle grandit dans une famille portugaise juive. Après avoir suivi un cours de formation d'enseignement dans les années 1920, elle travaille comme gouvernante et enseignante dans une école maternelle à Bussum. Comme elle a également suivi une formation d'infirmière en 1926, elle est nommée directrice de la Vereeniging Zuigelingen-Inrichting en Kindertehuis (Crèche et jardin d'enfants) à Amsterdam. Fondée avec l'appui d'un patrimoine juif, c'est un grand établissement, équipé avec tout le confort moderne qui se situe sur le Plantage Middenlaan. La crèche peut accueillir jusqu'à une centaine de bébés et de bambins qui sont pris en charge par une équipe juive,.
En 1941, à la suite de l'occupation allemande, Henriëtte Pimentel est contrainte de licencier ses collègues non-juifs. À l'automne 1942, la crèche devient un centre de regroupement accueillant les enfants juifs de moins de treize ans dont les parents sont enfermés au Hollandsche Schouwburg de l'autre côté de la rue. Autrefois un théâtre, il est transformé en un centre de rassemblement pour les Juifs avant leur déportation vers le camp de transit de Westerbork,.
Enfants et parents sont à nouveau réunis au moment de leur déportation. En collaboration avec Walter Süskind du Conseil Juif et de Johan van Hulst qui dirige une école dans la même rue, Henriëtte Pimentel prend des dispositions pour faire prendre en charge des nourrissons par des familles d'accueil, dans des régions néerlandaises, jusque dans la Frise ou le Limbourg. Parmi les personnes engagées dans ce réseau, Hanna Van de Voort prend en charge 123 enfants juifs dans le nord du Limbourg avec le réseau de Piet Meerburg. Les noms des enfants étant retirés des listes de déportation, leur action passe inaperçue pendant plusieurs mois. Certains enfants sont logés temporairement dans l'école, tandis que d'autres sont soignés par des groupes d'étudiants ou d'autres cellules de résistants. Ils sont sortis discrètement de la crèche, pour les plus âgés, lors du passage du Trolleybus qui masque temporairement l'entrée ou cachés dans des sacs à dos pour les bébés. Tous les enfants sortis le sont avec l'accord de leurs parents. Certaines sources estiment que jusqu'à un millier d'enfants sont sauvés de cette manière, d'autres autour de 500, mais la grande majorité continué d'être déportée,. L'opération est connue sous le court nom de "N. V.", abréviation de Naamloze Vennootschap soit « société anonyme »,.
Les Allemands entrent dans la crèche le 23 juillet 1943, arrêtant tous les enfants - ils sont environ une centaine - et le personnel. Henriëtte Pimentel est d'abord envoyée à Westerbork, puis à Auschwitz où elle meurt le 17 septembre 1943.
La crèche est fermée peu de temps après. Une nouvelle crèche, nommée Huize Henriëtte, en hommage à Henriëtte Pimentel, ouvre ses portes en avril 1950 dans un nouveau bâtiment de la Sarphatistraat. Elle est démolie en 1976

## Hommages
Un pont sur le Slotermeer à Amsterdam-Nouvel-Ouest porte le nom d'Henriëtte Pimentel.
Dans le film  Süskind de Rudolf van de Berg (2011), l'actrice Olga Zuiderhoek joue le rôle d'Henriette Pimentel.
Le 25 juillet 2021, Henriëtte Pimentel reçoit la Jewish Rescuers Citation attribué par le B'nai B'rith, une organisation internationale destinée à la lutte contre l'antisémitisme. La cérémonie a eu lieu au Musée de la Résistance à Amsterdam.